# … und dann kam Wanda
… und dann kam Wanda ist ein deutscher Fernsehfilm aus dem Jahr 2014. Bei der Erstausstrahlung der Komödie am 17. Oktober 2014 im Ersten erzielte sie 3,65 Mio. Zuschauer (MA 11,7).

## Handlung
Der verwitwete Karlheinz Kluss ist ein gestandener Berliner Bauunternehmer, und doch ist seine Firma quasi pleite. Als Ursache macht er die Konkurrenz durch polnische Schwarzarbeiter aus. Eine letzte Chance bietet ihm ein großer Auftrag für den Unternehmer Biekmann. Da jemand in dieser Zeit auf seine Kinder aufpassen muss, stellt er eine junge Frau als Kindermädchen ein, die er per Zufall kennengelernt und die ihn mehr oder weniger überrumpelt hatte. Er ahnt nicht, dass Wanda Halbpolin ist und er sie schon aus diesem Grund nie und nimmer akzeptiert hätte.
Mit der Akzeptanz hapert es aber auch so, denn Wandas Art, mit seinen beiden Kindern umzugehen, passt Karlheinz überhaupt nicht. Dabei nimmt sie die beiden nur ernst und hat Zeit für sie, was sie bei ihrem Vater vermissen. Doch nörgelt Karlheinz nur an Wanda herum und macht ihr und sich selbst mit seiner Übellaunigkeit das Leben schwer. Als er dann von Wanda erfährt, dass sie zwar in Deutschland aufgewachsen, aber ihre Mutter eine Polin ist, rastet er aus. Wanda hat aber schon von allein ihre Sachen gepackt, weil sie die Situation nicht mehr ertragen will. Da Karlheinz im Moment aber auf Wanda angewiesen ist, entschuldigt er sich mit großer Überwindung bei ihr. So gelingt es Wanda Stück für Stück, die harte Fassade von Karlheinz, der eigentlich nur durch den Tod seiner Frau so verbittert wurde, aufzubrechen. Karlheinz beginnt sich in Wanda zu verlieben und kündigt sogar seinem besten Mitarbeiter und Freund Ronny, weil er Wanda zu nahe treten wollte.
Auf der Baustelle geht es leider nicht recht voran. Deshalb soll Karlheinz’ sechzehnjähriger Sohn Vincent auf dem Bau mithelfen. Vincent ist davon absolut nicht begeistert, doch kommen Vater und Sohn dank Wandas Initiative auf einen Konsens miteinander. Des Weiteren rekrutiert sie ihren polnischen Cousin, der in Warschau eine Restaurationsfirma betreibt. Gemeinsam mit seinen Fachleuten nehmen die Bauarbeiten endlich Gestalt an und können sogar rechtzeitig fertiggestellt werden. Karlheinz ist beeindruckt und gesteht Wanda, dass er so eine selbstlose Hilfe noch nie erfahren hätte. Nun muss Karlheinz auch seinem Sohn gegenüber Wort halten und ihn bei seinem Projekt unterstützen. Vincent hat eine vielversprechende Mobile App entwickelt und dafür auch einen Interessenten. Sein Vater soll ihn beim Verkaufsgespräch begleiten, da er selbst noch nicht volljährig ist und allein keinen Vertrag abschließen dürfte. Während die beiden unterwegs sind, stellt Wanda fest, dass Vivi verschwunden ist. Sie will sie suchen gehen, als plötzlich die Polizei vor der Tür steht und Wanda mitnimmt. Sie hatte vergessen, ihre Beschäftigung ordentlich anzumelden. Nachdem sich Vivi wohlbehalten wieder einfindet, bleibt Wanda verschwunden. Karlheinz geht davon aus, dass sie von ihm genug hatte und deshalb gegangen wäre. Erst später erfährt er, dass sie mit den Behörden Probleme bekommen hat und zurück nach Polen geschickt wurde. Karlheinz muss sogar, wegen einer nicht angemeldeten Beschäftigung, 5000 Euro Strafe zahlen. Geld, das er eigentlich nicht hat. Deshalb verkauft er seine Firma und lässt sich bei einer anderen Baufirma einstellen. Wanda kann er aber nicht vergessen und so reist er ihr nach. Er findet sie bei ihrer Mutter und bittet sie, mit ihm und den Kindern zurück zu ihm und nach Deutschland zu kommen. Er hatte sogar schon geregelt, dass sie bei der Baufirma eingestellt wird.

## Kritiken
Die online-Plattform evangelisch.de schrieb: „Die Geschichte dieser romantischen Komödie ist Hannes Jaenicke wie auf den Leib geschrieben, was nicht weiter überrascht, denn er hatte die Idee dazu. Selbstredend spielt er auch die Hauptrolle, einen kernigen Berliner Bauunternehmer, der aus seiner Abneigung gegen Ausländer keinen Hehl macht.“ Trotz einer gewissen „Vorhersehbarkeit in den Grundzügen entwickelt die Geschichte großen Charme, weil Drehbuch, Ausstattung und Kostüm immer wieder mit unerwarteten Details erfreuen.“ Insgesamt geht „es neben der offenkundigen Moral (Lügen haben kurze Beine) auch um die Auseinandersetzung mit diversen Klischees, denn Karlheinz pflegt jedes nur denkbare Vorurteil, das man gegenüber Ausländern haben kann.“
Tilmann P. Gangloff wertete für Tittelbach.tv: „Die Geschichte der deutsch-polnischen Romanze ‚... und dann kam Wanda‘ klingt schlicht, doch die guten Darsteller füllen die etwas klischeehaften Figuren reichlich mit Leben.“
Filmdienst.de beurteilte den Film als eine „Romantische (Fernseh-)Komödie mit schalen Witzen und allzu konventionellen Drehbucheinfällen.“
Die Kritiker der Fernsehzeitschrift tv today meinten: „Überambitioniert und im Dozententon.“